# Akmenynas
Akmenynas je řeka v Litvě, v Žemaitsku. Teče v okrese Šilalė. Je to levý přítok řeky Akmena. Pramení u vsi Iždonai.Teče zpočátku jihozápadním směrem, potom severozápadním směrem. Při soutoku s potokem Varė je obec Varsėdžiai, dále protéká vsí Dungeriai. Do Akmeny se vlévá 38 km od jejího ústí do Jūry.

## Přítoky

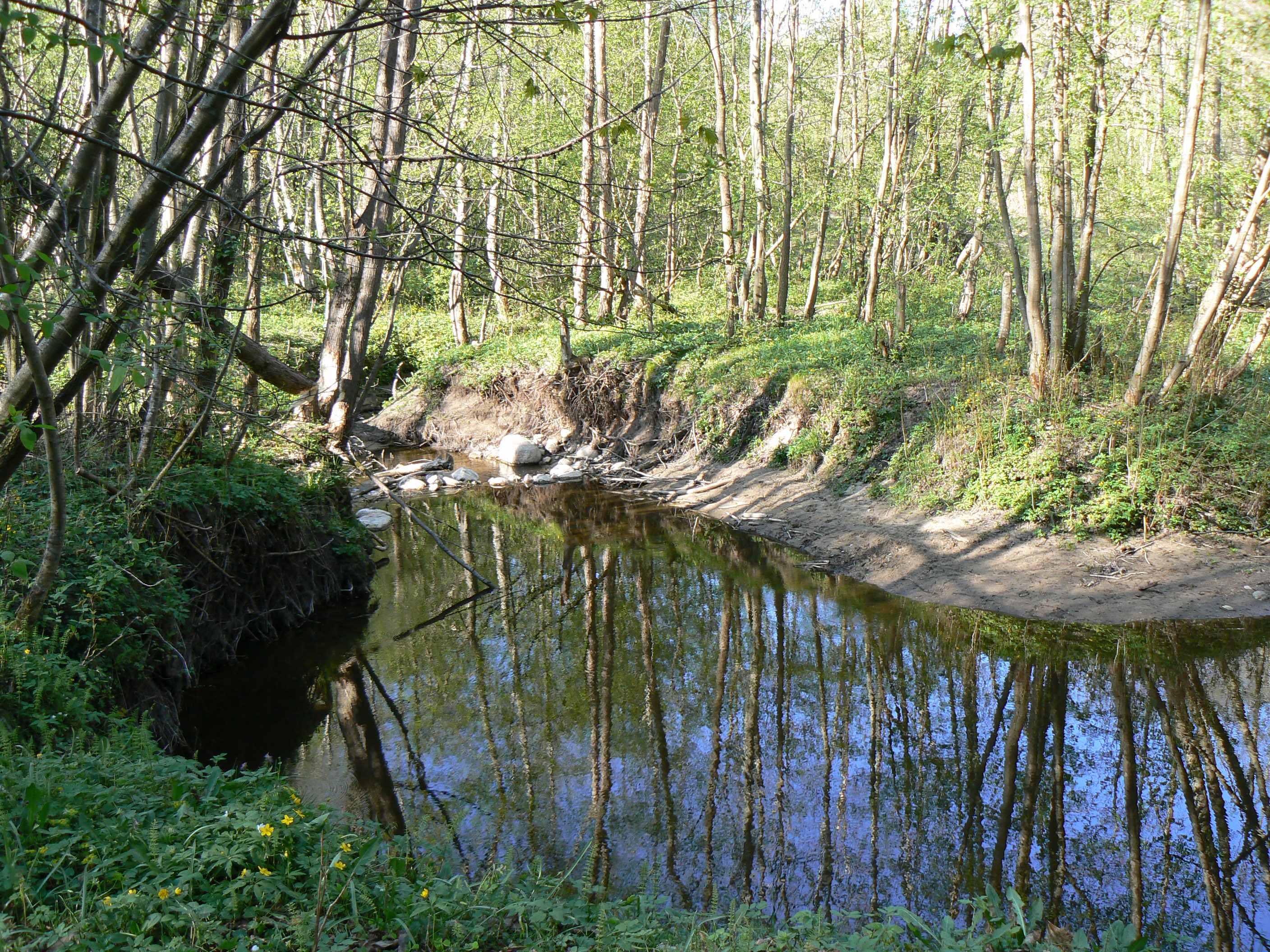
Akmenynas ve Varsėdžiajích

Levé:
- Veikvedalis, Užknopis, Varė

Pravé:
- Nemá významné pravé přítoky

## Fauna
Ryby:
- Mihule říční Lampetra fluviatilis
- Sekavec písečný Cobitis taenia
- Karas obecný Carassius carassius a jiné

Savci:
- Bobr evropský Castor fiber
- Liška obecná Vulpes vulpes a jiní

Hmyz:
- Svižník zvrhlý Cicindela hybrida
- Chrostík Enoicyla
- Tesaříci Cerambyx, Judolia, Leptura, Plagionotus, Spondylis, Sticoleptura, Rosalia alpina a jiné.